# Joseph d'Arbaud
Joseph d'Arbaud (Meyrargues, 1874 – Aix-en-Provence, 1950) è stato uno scrittore francese.
Fu educato in un collegio gesuita ad Avignone, dopodiché studiò legge ad Aix-en-Provence. Dopo aver vissuto per alcuni anni in questa città, si trasferì in Camargue, ove divenne buttero. Fu un astro del nascente felibrismo, che introdusse nel 1926 con l'opera La bestia del Vacarés.